# فلورنسا إيرل كوتس
فلورنسا إيرل كوتس (بالإنجليزية: Florence Earle Coates) هي كاتِبة وشاعرة أمريكية، ولدت في 1 يوليو 1850 في فيلادلفيا في الولايات المتحدة، وتوفي بنفس المكان في 6 أبريل 1927.

## معرض صور

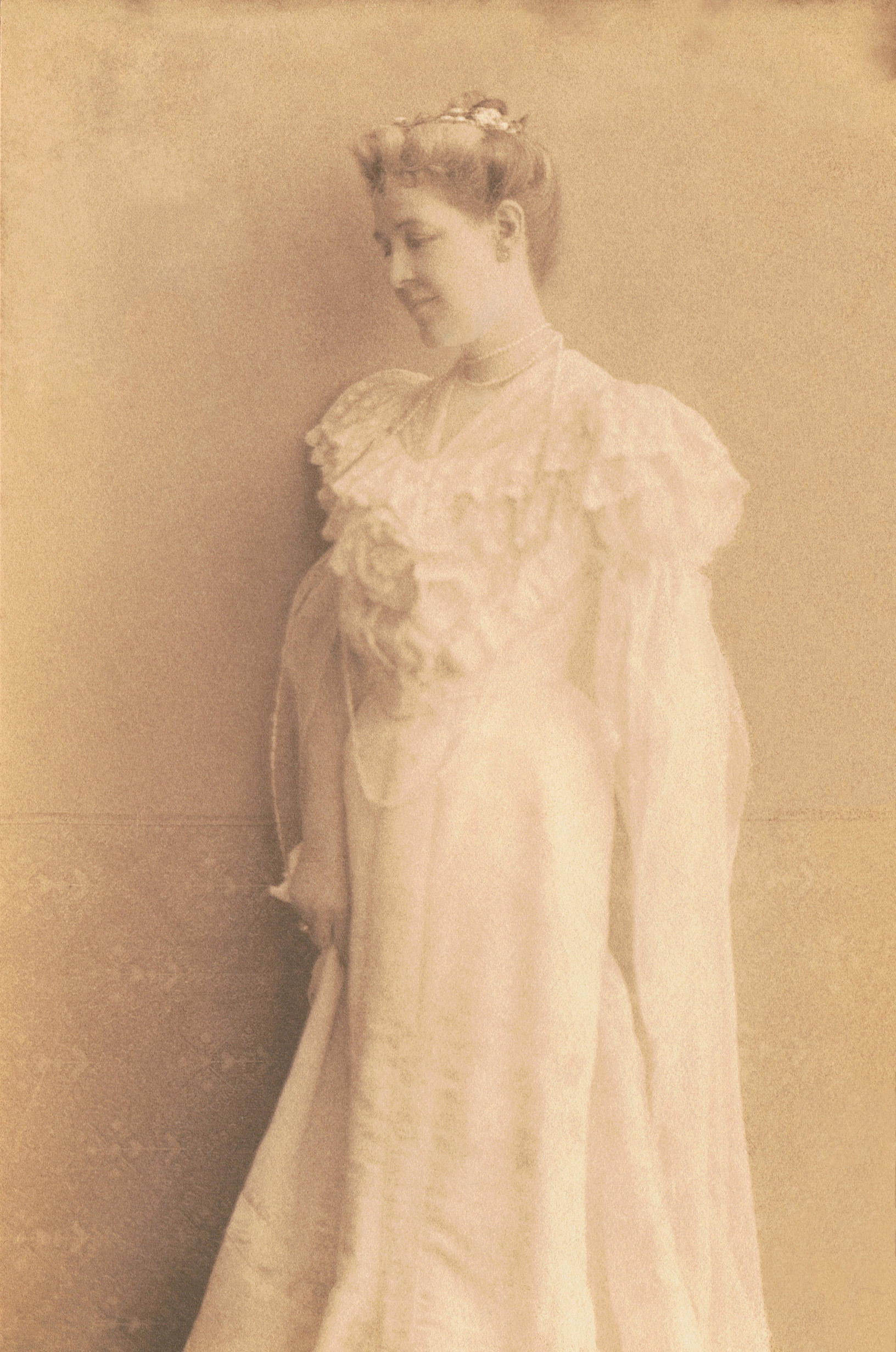
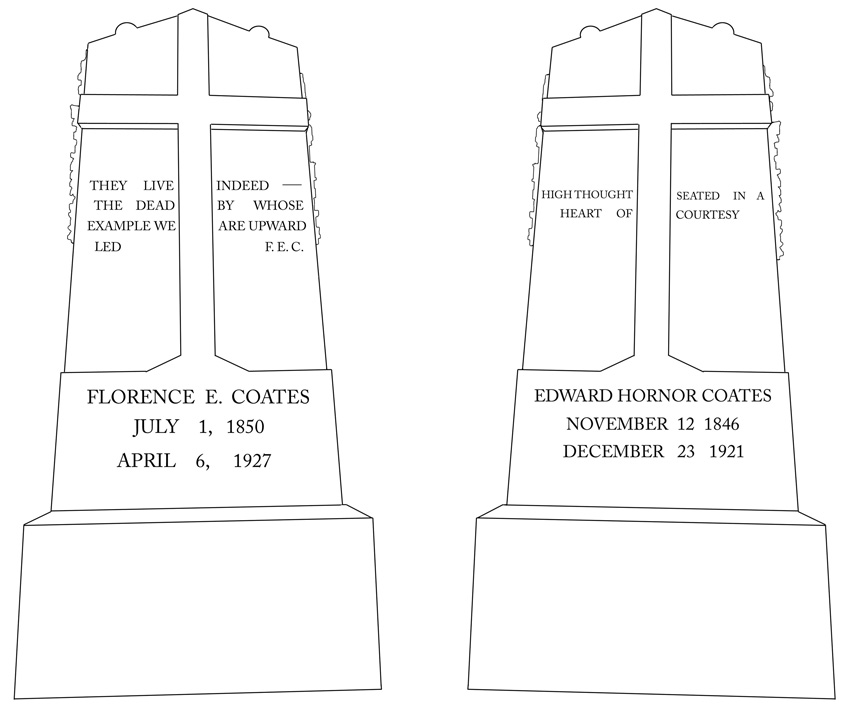
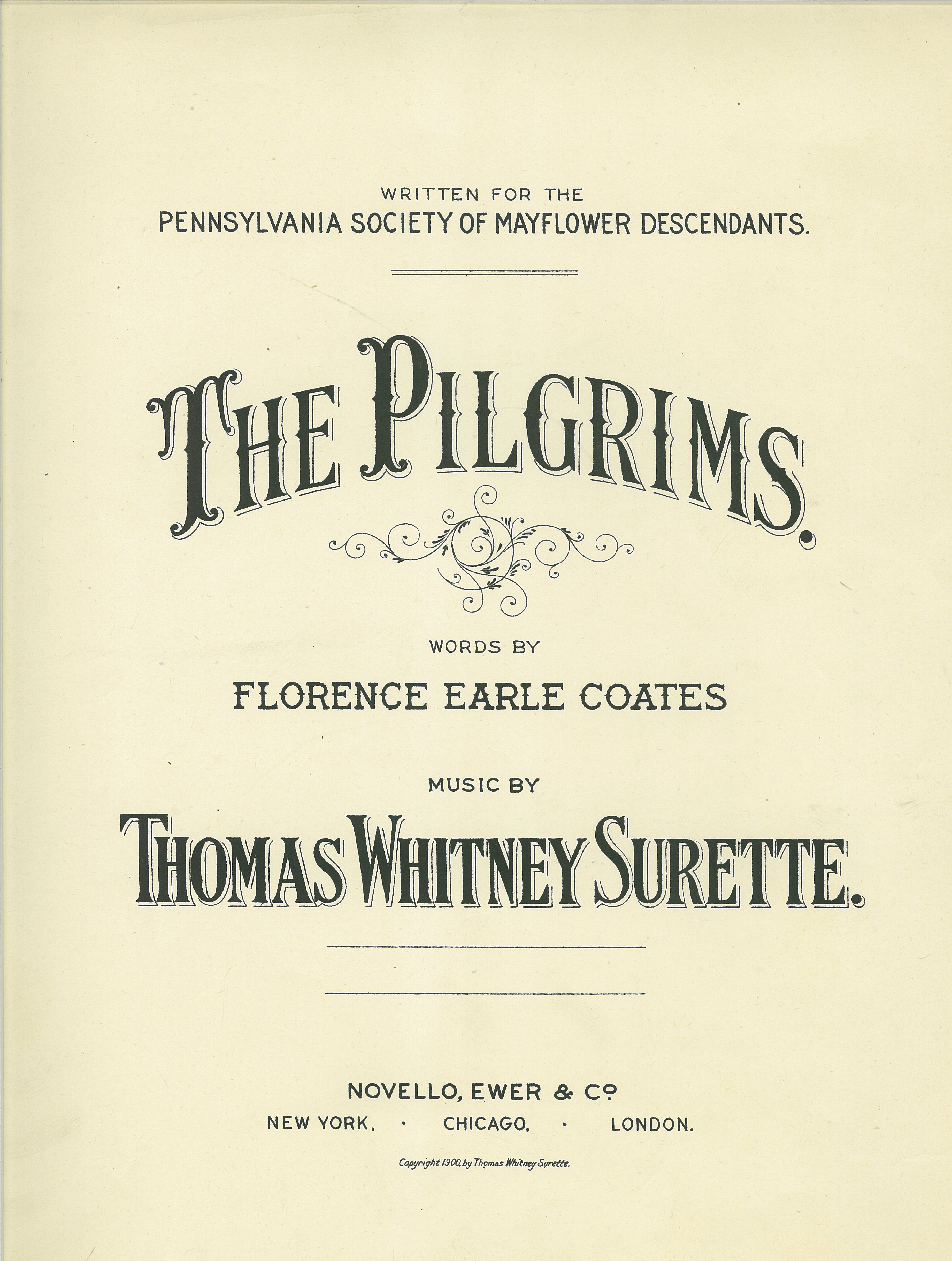
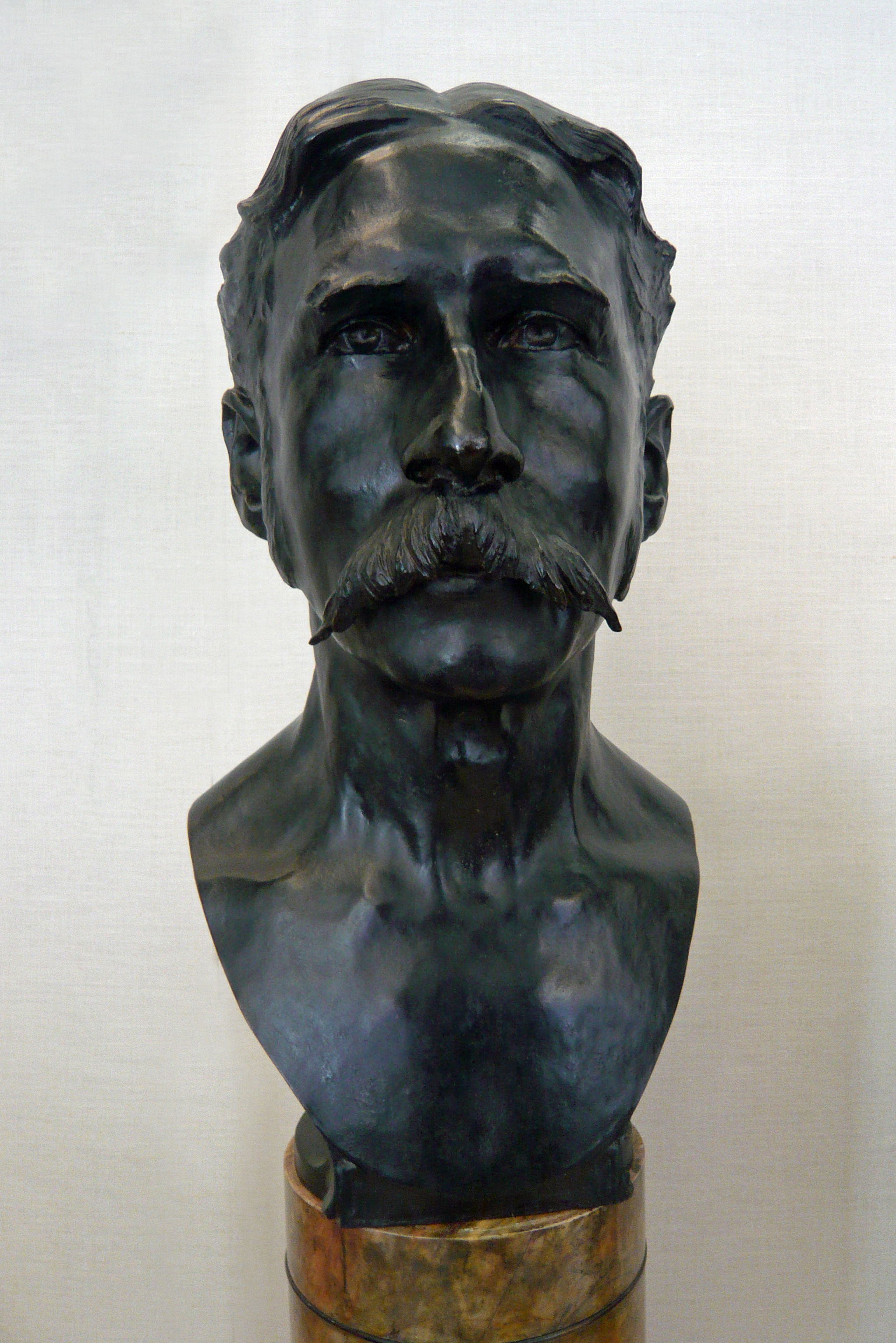

## وصلات خارجية
- فلورنسا إيرل كوتس على موقع الموسوعة البريطانية (الإنجليزية)
- فلورنسا إيرل كوتس على موقع ميوزك برينز (الإنجليزية)